# Rörtjärnen (Arjeplogs socken, Lappland, 732471-161910)
Rörtjärnen är en sjö i Arjeplogs kommun i Lappland och ingår i Skellefteälvens huvudavrinningsområde. Sjön har en area på 0,143 kvadratkilometer och ligger 511,3 meter över havet.

## Delavrinningsområde
Rörtjärnen ingår i det delavrinningsområde (732502-162000) som SMHI kallar för Mynnar i Stor-Laxsjön. Medelhöjden är 533 meter över havet och ytan är 4,26 kvadratkilometer. Det finns ett avrinningsområde uppströms, och räknas det in blir den ackumulerade arean 8,33 kvadratkilometer. Vattendraget som avvattnar avrinningsområdet har biflödesordning 3, vilket innebär att vattnet flödar genom totalt 3 vattendrag innan det når havet efter 296 kilometer. Avrinningsområdet består mestadels av skog (77 procent). Avrinningsområdet har 0,15 kvadratkilometer vattenytor vilket ger det en sjöprocent på 23,8 procent.